# Dvory nad Lužnicí
Dvory nad Lužnicí là một làng thuộc huyện Jindřichův Hradec, vùng Jihočeský, Cộng hòa Séc.